# Острови у небі
«Острови у небі» (англ. Islands in the Sky) — науково-фантастичний роман Артура Кларка для дітей та підлітків, опублікований у 1952 році.

## Сюжет
Школяр Рой Малкольм переміг у телевізійній вікторині. Призом була подорож в будь-яке місце Землі. Рой давно мріяв про політ у космос, тому він за допомогою свого дядька-адвоката використав особливість законодавства, щоб отримати подорож на Ближню станцію — висота 800 км над Землею.
Ближня станція є кінцевою для міжпланетних кораблів, що не можуть літати в атмосфері.
Прибувши на станцію, Рой знайомиться с командором Дойлом і стажерами, до яких його тимчасово приписують. Він знайомиться з життям на станції, призвичаюється до постійної невагомості, відвідує «Ранкову зорю» — перший космічний корабель, на якому люди облетіли Венеру, що був списаний і залишений біля Ближньої станції для тренувань стажерів. Також Рой взяв участь у зйомках фантастичного фільму, знімальну команду якого стажери через секретність зйомок спочатку прийняли за космічних піратів.
Потім, сховавшись на «Ранковій зорі», узяв участь у транспортуванні важкохворого пасажира з одного з прибулих лайнерів у Космічний госпіталь — медичну дослідницьку станцію на більш високій орбіті. Командор Дойл з декількома стажерами використали її, оскільки не було поблизу інших транспортних кораблів. У Космічному госпіталі команді Дойла організували екскурсію по станції, показали біофізичну лабораторію, де вчені в умовах невагомості вирощували гігантські екземпляри земних тварин, наприклад, гідр і мушок-дрозофіл.
Назад стажери вертались на більш сучасному кораблі, капітан якого розказує стажерам про свою подорож на Меркурій. У результаті декількох інцидентів під час подорожі: спочатку заклинив кисневий клапан і екіпаж мало не задихнувся, потім пілот, на уважність якого вплинуло кисневе голодування, неправильно задав курс корабля, корабель вийшов на орбіту Місяця. З Місяця на орбіту їм закинули бак з паливом електромагнітною катапультою і корабель повернувся на навколоземну орбіту і пристикувався до однієї з ретрансляційних станцій, що дозволило Рою оглянути ще одну космічну станцію.
Рой повертається на Ближню станцію, прощається зі стажерами і перебирається на Жилу станцію, на якій створена штучна гравітація для адаптації прибулих на Землю гостей із Марса та космічних станцій. На Жилій станції він знайомиться з сім'єю марсіанських колоністів, що вертаються на Землю, щоб дати своїм дітям, народженим на Марсі, хорошу освіту. Разом з іншими пасажирами Рой вертається на Землю і відчуває, що в майбутньому він помандрує на інші планети і минула подорож була тільки першим кроком у його мандрах.